# Portugals Grand Prix 1989
Portugals Grand Prix 1989 var det trettonde av 16 lopp ingående i formel 1-VM 1989.

## Resultat
1. Gerhard Berger, Ferrari, 9 poäng
2. Alain Prost, McLaren-Honda, 6
3. Stefan Johansson, Onyx-Ford, 4
4. Alessandro Nannini, Benetton-Ford, 3
5. Pierluigi Martini, Minardi-Ford, 2
6. Jonathan Palmer, Tyrrell-Ford, 1
7. Satoru Nakajima, Lotus-Judd
8. Martin Brundle, Brabham-Judd
9. Philippe Alliot, Larrousse (Lola-Lamborghini)
10. Mauricio Gugelmin, March-Judd
11. Michele Alboreto, Larrousse (Lola-Lamborghini)
12. Luis Pérez Sala, Minardi-Ford
13. Rene Arnoux, Ligier-Ford
14. Stefano Modena, Brabham-Judd

### Förare som bröt loppet
- Riccardo Patrese, Williams-Renault (varv 60, överhettning)
- Thierry Boutsen, Williams-Renault (60, överhettning)
- Ayrton Senna, McLaren-Honda (48, kollision)
- Derek Warwick, Arrows-Ford (37, olycka)
- Nelson Piquet, Lotus-Judd (33, kollision)
- Alex Caffi, BMS Scuderia Italia (Dallara-Ford) (33, kollision)
- Emanuele Pirro, Benetton-Ford (29, upphängning)
- Ivan Capelli, March-Judd (25, motor)
- Eddie Cheever, Arrows-Ford (24, snurrade av)
- Andrea de Cesaris, BMS Scuderia Italia (Dallara-Ford) (17, elsystem)
- Roberto Moreno, Coloni-Ford (11, elsystem)

### Förare som diskvalificerades
- Nigel Mansell, Ferrari (varv 48)

### Förare som ej kvalificerade sig
- Johnny Herbert, Tyrrell-Ford
- Olivier Grouillard, Ligier-Ford
- Pierre-Henri Raphanel, Rial-Ford
- Christian Danner, Rial-Ford

### Förare som ej förkvalificerade sig
- Yannick Dalmas, AGS-Ford
- JJ Lehto, Onyx-Ford
- Piercarlo Ghinzani, Osella-Ford
- Oscar Larrauri, EuroBrun-Judd
- Gabriele Tarquini, AGS-Ford
- Nicola Larini, Osella-Ford
- Aguri Suzuki, Zakspeed-Yamaha
- Bernd Schneider, Zakspeed-Yamaha
- Enrico Bertaggia, Coloni-Ford